# Croix de cimetière de Saint-Germain-des-Essourts
La croix de cimetière de Saint-Germain-des-Essourts est un monument situé à Saint-Germain-des-Essourts, en Normandie.

## Localisation
La croix est située dans le cimetière du village.

## Historique
La croix est datée du dernier quart du XVIe siècle.
Le monument est classé comme monument historique depuis le 27 décembre 1913.